# Bhadarsa
Bhadarsa é uma cidade e uma nagar panchayat no distrito de Faizabad, no estado indiano de Uttar Pradesh.

## Demografia
Segundo o censo de 2001, Bhadarsa tinha uma população de 11,369 habitantes. Os indivíduos do sexo masculino constituem 51% da população e os do sexo feminino 49%. Bhadarsa tem uma taxa de literacia de 55%, inferior à média nacional de 59.5%; com 58% para o sexo masculino e 42% para o sexo feminino. 18% da população está abaixo dos 6 anos de idade.